# Prasutago
Prasutago fue rey de los icenos, britanos que habitaban lo que hoy es Norfolk en el siglo I.

## Familia
Es conocido como el esposo de Boudica, con quien tuvo dos hijas, hijo probablemente de Antedio y nieto de Modrains, descendiente de los reyes celtas.

## Contexto histórico
Puede haber sido uno de los once reyes que se rindieron a Claudio, después de la conquista romana del 43. Fue un aliado de Roma y el Emperador romano fue nombrado su coheredero junto con sus dos hijas, una de ellas probablemente llamada Julia Victoria, que contrajo matrimonio con Mario, rey de Siluria, hijo de Venissa.
Tácito menciona que tuvo una vida larga y próspera, pero a su muerte no se cumplieron los compromisos adquiridos y los romanos desposeyeron a los nobles de sus tierras, destronaron a Boudica y violaron a sus hijas. Esto indujo la rebelión organizada por Boudica en el año 61.